# Queen's Football League 2020
La Queen's Football League 2020 è la 4ª edizione dell'omonimo torneo di football americano femminile.
Il 14 ottobre il campionato è stato sospeso per un mese a causa della pandemia di COVID-19 del 2019-2021 e non è più successivamente ripreso.

## Squadre partecipanti
| Club             | Città     | Stadio | Sponsor ufficiale | Risultato nella stagione 2019 |
| ---------------- | --------- | ------ | ----------------- | ----------------------------- |
| 0'30 Wolverines  | Utrecht   |        |                   |                               |
| Amsterdam Cats   | Amsterdam |        |                   |                               |
| Rotterdam Ravens | Rotterdam |        |                   |                               |

## Stagione regolare

### Calendario

#### 1ª giornata
| 27 settembre 2020, ore 19:30 | Amsterdam Cats | 26 – 0 (6-0 0-0 6-0 14-0) | Rotterdam Ravens |  |

#### 2ª giornata
| 11 ottobre 2020 | Rotterdam Ravens | – (annullata) | 0'30 Wolverines |  |

#### 3ª giornata
| 25 ottobre 2020 | 0'30 Wolverines | – (annullata) | Amsterdam Cats |  |

#### 4ª giornata
| 8 novembre 2020 | Rotterdam Ravens | – (annullata) | Amsterdam Cats |  |

#### 5ª giornata
| 15 novembre 2020 | Amsterdam Cats | – (annullata) | 0'30 Wolverines |  |

#### 6ª giornata
| 29 novembre 2020 | 0'30 Wolverines | – (annullata) | Rotterdam Ravens |  |

### Classifica
La classifica della regular season è la seguente:
- PCT = percentuale di vittorie, G = partite giocate, V = partite vinte,  P = partite perse, PF = punti fatti, PS = punti subiti

| Pos. | Squadra          | PCT   | G | V | N | P | PF | PS |
| ---- | ---------------- | ----- | - | - | - | - | -- | -- |
| 1    | Amsterdam Cats   | 1.000 | 1 | 1 | 0 | 0 | 26 | 0  |
| 2    | Rotterdam Ravens | .500  | 1 | 0 | 0 | 1 | 0  | 26 |
| -    | 0'30 Wolverines  | .000  | 0 | 0 | 0 | 0 | 0  | 0  |

## IV Queen's Bowl
| 13 dicembre 2020 | TBD | – (annullata) | TBD |  |